# José Joaquim de Almeida e Araújo Correia de Lacerda

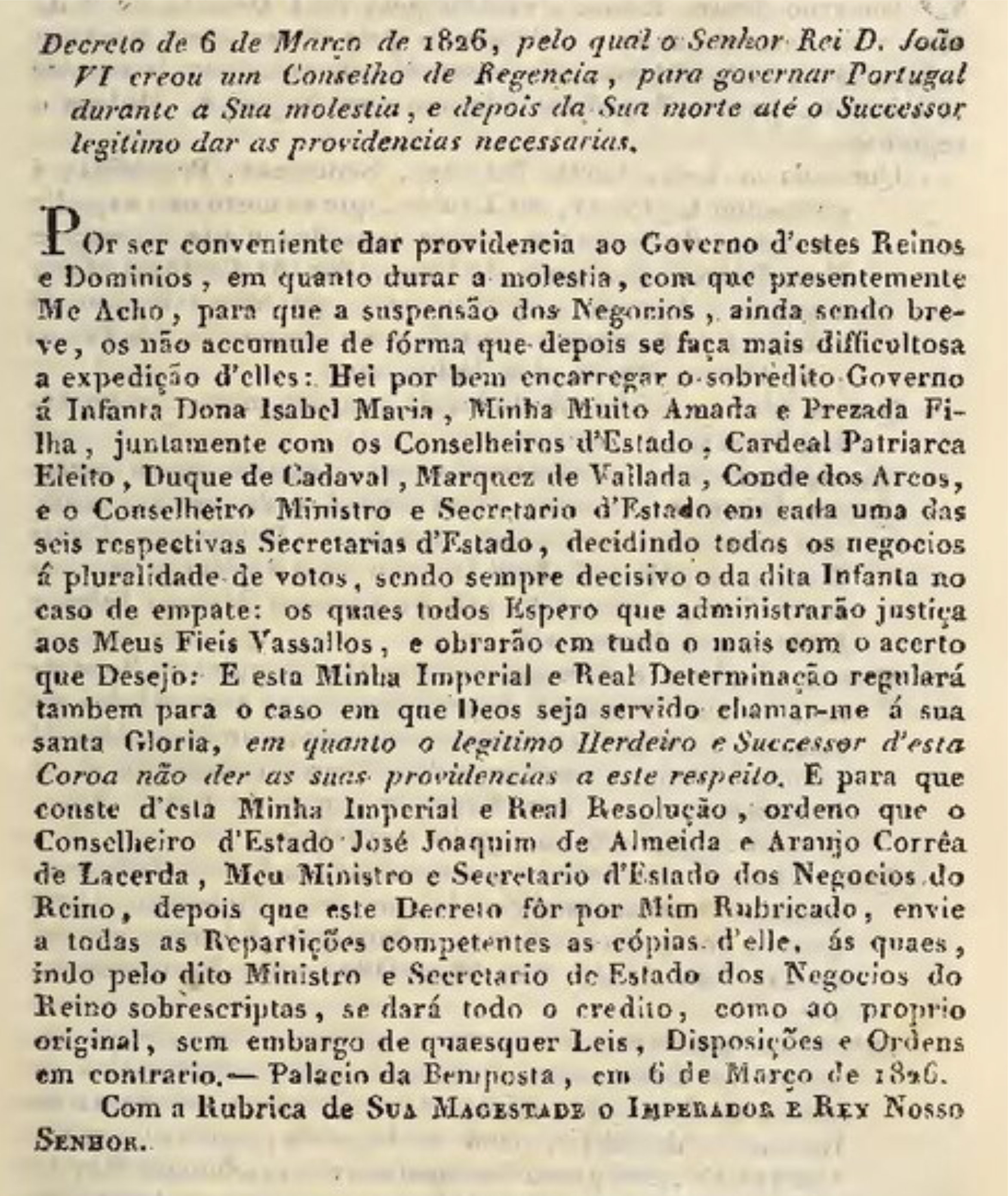
José Joaquim então ministro dos Negócios do Reino foi signatário do Decreto Real de nomeação do conselho de regência em 6 de março de 1826.

José Joaquim de Almeida e Araújo Correia de Lacerda (Jacobina, Baía, 1764? — Lisboa, 23 de novembro de 1826) foi um jurisconsulto e magistrado judicial que exerceu as funções de Ministro do Reino (cargo correspondente ao do actual Primeiro-Ministro) de 15 de Janeiro de 1825 a 1 de Agosto de 1826, ultimos meses do reinado de D. João VI de Portugal e princípio da regência da infanta D. Isabel Maria de Bragança. Fidalgo cavaleiro da casa real, em 1844 foi feito cavaleiro da Ordem de Nossa Senhora da Conceição de Vila Viçosa.

## Biografia
Juiz de fora em Barcelos, juiz desembargador do Tribunal da Relação do Porto e conhecido jurisconsulto, era membro do Conselho de D. João VI e do Conselho de Estado. Pertencente à maçonaria, Correia de Lacerda, foi nomeado para Ministro do Reino por D. João VI depois de este ter sido pressionado pelos ingleses no sentido de demitir Manuel Inácio Martins Pamplona Corte Real, o Conde de Subserra, e o Duque de Palmela. Exerceu aquele cargo de 15 de Janeiro de 1825 a 1 de Agosto de 1826, durante os últimos meses do reinado daquele soberano e princípio da regência da infanta D. Isabel Maria de Bragança.
Enquanto Ministro do Reino, foi autor do alvará de D. João VI de 25 de junho de 1825 que estabeleceu um curso de Cirurgia em escolas regulares a funcionar no Hospital Real de São José, em Lisboa, e no Hospital da Misericórdia da Porto, na cidade do Porto. Estes cursos, e as correspondentes Escolas Reais de Cirurgia de Lisboa e Porto, foram os primeiros organizados em Portugal em moldes modernos e foram os percursores dos actuais cursos de Medicina e das respectivas faculdades de Lisboa e Porto.
Publicou diveros escritos anónimos, sendo-lhe atribuída a autoria da obra Exame dos artigos históricos e políticos que se contêm na colecção periódica intitulada «Correio Braziliense» no que pertence somente ao reino de Portugal, publicada em Lisboa no ano de 1810.
Em 1844 foi agraciado com o grau de cavaleiro da Ordem de Nossa Senhora da Conceição de Vila Viçosa.
Foi pai de D. José de Lacerda (1803-1875), deão da Sé Patriarcal de Lisboa, de José Manuel Correia de Lacerda (1793-1856), conselheiro do Supremo Tribunal de Justiça, e de António Augusto Correia de Lacerda, governador de Moçambique.

## Obras publicadas
- Exame dos artigos historicos políticos que se contêm na collecção periodica intitulada «Correio Braziliense» ou «Armazem Litterario» no que pertence somente ao Reino de Portugal. Lisboa, Impressão Régia, 1810.